# کلمبیا (ویرجینیا)
کلمبیا (به انگلیسی: Columbia) یک منطقهٔ مسکونی در ایالات متحده آمریکا است که در شهرستان فلووانا واقع شده‌است. کلمبیا ۰٫۵۳ کیلومتر مربع مساحت و ۸۳ نفر جمعیت دارد و ۶۴ متر بالاتر از سطح دریا واقع شده‌است.